# Шавань (озеро)
Шавань — озеро на территории Надвоицкого городского поселения Сегежского района Республики Карелии.

## Общие сведения
Площадь озера — 2 км², площадь водосборного бассейна — 18200 км². Располагается на высоте 60,2 метров над уровнем моря. Объём воды — 0,0081 км³
Форма озера продолговатая: оно вытянуто с северо-запада на юго-восток. Берега изрезанные, каменисто-песчаные, местами заболоченные.
Через озеро проходит Беломорско-Балтийский канал. С восточной стороны озера впадает река Шоба.
Код объекта в государственном водном реестре — 02020001311102000007947.